# 12 Pułk Dragonów (Cesarstwo Niemieckie)
12 pułk dragonów im. von Arnima ( 2 Brandenburski) (niem. Dragoner-Regiment „von Arnim“ (2. Brandenburgisches) Nr. 12)  – pułk kawalerii niemieckiej okresu Cesarstwa Niemieckiego.

## Charakterystyka
Pułk został sformowany 27 września 1866. Stacjonował w Gnieźnie . Wchodził w skład II Korpusu Armijnego .
Wiosną 1914 był w strukturze 4 Brygady Kawalerii z  4 Dywizji Piechoty.
W wyniku mobilizacji, w sierpniu 1914 pułk osiągnął gotowość bojową i w składzie 4 Dywizji Piechoty z II Korpusu Armijnego| został wysłany na front zachodni.